# Гуменецька сільська рада (Кам'янець-Подільський район)
Гумене́цька сільська́ ра́да — адміністративно-територіальна одиниця та орган місцевого самоврядування в Кам'янець-Подільському районі Хмельницької області. Адміністративний центр — село Гуменці.

## Загальні відомості
Гуменецька сільська рада утворена в 1923 році.
- Територія ради: 53,04 км²
- Населення ради станом на 2001 рік: 5 553 особи (чоловіків — 2567, жінок — 2986)
- Територією ради протікає річка Мушка

## Населені пункти
Сільській раді були підпорядковані населені пункти:
- с. Гуменці
- с. Вербка
- с. Колубаївці
- с. Лисогірка
- с. Привороття Друге
- с. Слобідка-Гуменецька

## Склад ради
Рада складалася з 36 депутатів та голови.
- Голова ради: Абдулкадирова Інна Григорівна
- Секретар ради: Слободян Ліна Миколаївна

### Керівний склад попередніх скликань
| Прізвище, ім'я, по батькові   | Основні відомості                                                               | Дата обрання | Дата звільнення |
| ----------------------------- | ------------------------------------------------------------------------------- | ------------ | --------------- |
| Абдулкадирова Інна Григорівна | Сільський голова, 1961 року народження, позапартійна                            | 26.03.2006   | 31.10.2010      |
| Абдулкадирова Інна Григорівна | Сільський голова, 1962 року народження, освіта середня спеціальна, позапартійна | 31.10.2010   |                 |

Примітка: таблиця складена за даними сайту Верховної Ради України

### Депутати
За результатами місцевих виборів 2010 року депутатами ради стали:

#### За суб'єктами висування
| Суб'єкт висування      | Кількість обраних депутатів | %    |
| ---------------------- | --------------------------- | ---- |
| Самовисування          | 33                          | 91,7 |
| Народна партія         | 1                           | 2,8  |
| Партія Зелених України | 1                           | 2,8  |
| Партія регіонів        | 1                           | 2,8  |

#### За округами
| № округу               | Прізвище, ім'я, по батькові        | Дата визнання обраним | Освіта             | Партійна приналежність                         | Відомості про обраного депутата                                                          |
| ---------------------- | ---------------------------------- | --------------------- | ------------------ | ---------------------------------------------- | ---------------------------------------------------------------------------------------- |
| Народна Партія         |                                    |                       |                    |                                                |                                                                                          |
| 27                     | Войцешук Лариса Володимирівна      | 01.11.2010            | середня            | член Народної партії                           | Колубаївська загальноосвітня школа І-ІІ ст., кухар                                       |
| Партія Зелених України |                                    |                       |                    |                                                |                                                                                          |
| 35                     | Купчинський Андрій Миколайович     | 01.11.2010            | вища               | член Партії Зелених України                    | приватний підприємець                                                                    |
| Партія регіонів        |                                    |                       |                    |                                                |                                                                                          |
| 31                     | Ясінський Іван Тадеушович          | 01.11.2010            | середня спеціальна | позапартійний                                  | тимчасово не працює                                                                      |
| Самовисування          |                                    |                       |                    |                                                |                                                                                          |
| 1                      | Стефанюк Світлана Вікторівна       | 01.11.2010            | середня            | позапартійна                                   | Районний територіальний центр, соціальний працівник                                      |
| 2                      | Рудик Наталія Петрівна             | 01.11.2010            | вища               | позапартійна                                   | Кам'янець-Подільська районна державна адміністрація, головний спеціаліст кадрової роботи |
| 3                      | Матвійчук Анатолій Іванович        | 01.11.2010            | середня            | член Партії промисловців і підприємців України | ТОВ «Промтехтранс», заступник начальника автоколони                                      |
| 4                      | Вальчук Тетяна Анатоліївна         | 01.11.2010            | середня            | позапартійна                                   | Гуменецька сільська рада, керуюча справами                                               |
| 5                      | Сороката Ніла Степанівна           | 01.11.2010            | середня спеціальна | позапартійна                                   | Гуменецька сільська рада, землевпорядник                                                 |
| 6                      | Березовський Микола Леонідович     | 01.11.2010            | середня            | позапартійний                                  | приватний підприємець                                                                    |
| 7                      | Монько Євгена Пилипівна            | 01.11.2010            | вища               | позапартійна                                   | Гуменецький НВК «загальноосвітня школа І-ІІІ ст., гімназія», заступник директора         |
| 8                      | Кушнір Василь Миколайович          | 01.11.2010            | середня            | позапартійний                                  | Станція Гуменці, робітник                                                                |
| 9                      | Потапський Станіслав Володимирович | 01.11.2010            | середня            | член Партії промисловців і підприємців України | ТОВ «Промтехтранс», механік                                                              |
| 10                     | Блажко Лариса Антонівна            | 01.11.2010            | середня            | позапартійна                                   | Гуменецька сільська рада, начальник військово-облікового столу                           |
| 11                     | Пиж Лариса Іванівна                | 01.11.2010            | вища               | позапартійна                                   | Гуменецький дошкільний навчальний заклад «Вітерець», завідувачка                         |
| 12                     | Янчишин Анатолій Феодосійович      | 01.11.2010            | вища               | позапартійний                                  | пенсіонер                                                                                |
| 13                     | Слободян Тетяна Миколаївна         | 01.11.2010            | вища               | позапартійна                                   | Гуменецький НВК «загальноосвітня школа І-ІІІ ст., гімназія», вчитель                     |
| 14                     | Пазюк Ліна Олексіївна              | 01.11.2010            | вища               | позапартійна                                   | Гуменецький НВК «загальноосвітня школа І-ІІІ ст., гімназія», директор                    |
| 15                     | Зубрицька Валентина Олександрівна  | 01.11.2010            | середня спеціальна | позапартійна                                   | ТОВ «Промтехтранс», заступник головного бухгалтера                                       |
| 16                     | Дембовський Микола Олексійович     | 01.11.2010            | вища               | позапартійний                                  | Кам'янець Подільський ПДАТУ, аспірант                                                    |
| 17                     | Чоп Таміла Іванівна                | 01.11.2010            | середня            | позапартійна                                   | фельдшерсько-акушерський пункт с. Слобідка Гуменецька, завідувачка                       |
| 18                     | Пасічник Анатолій Миколайович      | 01.11.2010            | вища               | позапартійний                                  | Вербецька загальноосвітня школа І-ІІ ст., вчитель початкових класів                      |
| 19                     | Горецький Василь Миколайович       | 01.11.2010            | середня спеціальна | позапартійний                                  | пенсіонер                                                                                |
| 20                     | Кореневич Андрій Анатолійович      | 01.11.2010            | середня            | позапартійний                                  | тимчасово не працює                                                                      |
| 21                     | Максімова Ніла Михайлівна          | 01.11.2010            | середня            | позапартійна                                   | Станція Гуменці, касир                                                                   |
| 22                     | Костюк Наталія Петрівна            | 01.11.2010            | вища               | позапартійна                                   | Вербицький дошкільний навчальний заклад «Дзвіночок», завідувачка                         |
| 23                     | Пилюйко Тамара Василівна           | 01.11.2010            | середня            | позапартійна                                   | Гуменецька сільська рада, землевпорядник                                                 |
| 24                     | Чупрун Аліна Анатоліївна           | 01.11.2010            | середня            | позапартійна                                   | Гуменецька сільська рада, діловод                                                        |
| 25                     | Макар Світлана Володимирівна       | 01.11.2010            | вища               | позапартійна                                   | Колубаївський дошкільний навчальний заклад «Берізка», завідувачка                        |
| 26                     | Сугак Олександр Олександрович      | 01.11.2010            | середня спеціальна | член Всеукраїнського об'єднання «Свобода»      | ВАТ «Модуль», оператор                                                                   |
| 28                     | Стецюк Тетяна Петрівна             | 01.11.2010            | вища               | позапартійна                                   | Колубаївська загальноосвітня школа І-ІІ ст., вчитель початкових класів                   |
| 29                     | Кохан Микола Сергійович            | 01.11.2010            | середня            | позапартійний                                  | пенсіонер                                                                                |
| 30                     | Блажко Юлія Йосипівна              | 01.11.2010            | незакінчена вища   | позапартійна                                   | Бібліотека с. Слобідка Гуменецька, завідувачка                                           |
| 32                     | Варик Віктор Іванович              | 01.11.2010            | середня спеціальна | позапартійний                                  | Автоцентр «КАМАЗ», керуючий                                                              |
| 33                     | Мрачковський Микола Анатолійович   | 01.11.2010            | середня            | позапартійний                                  | Кам'янець-Подільський район електромереж, водій                                          |
| 34                     | Коваль Віра В'ячеславівна          | 01.11.2010            | середня            | позапартійна                                   | тимчасово не працює                                                                      |
| 36                     | Слободян Ліна Миколаївна           | 01.11.2010            | вища               | позапартійна                                   | Гуменецька сільська рада, секретар                                                       |